# Asonga TV
Asonga Televisión o Asonga TV es el nombre que recibe una de las cadenas de televisión del país africano de Guinea Ecuatorial. Tiene su sede en Malabo la capital nacional al norte de la isla de Bioko (Provincia de Bioko norte).

## Descripción
Se trata del único canal de propiedad no estatal que funciona en esa nación africana. Aunque es privado, en la práctica está vinculado al gobierno pues su fundador es el actual Vicepresidente de Guinea Ecuatorial Teodoro Nguema Obiang Mangue, quien además es hijo del presidente Teodoro Obiang, por lo que los programas suelen seguir la línea editorial del Estado ecuatoguineano.
Sus principales programas son informativos, pero también emite programación cultural, política, deportiva, musical, etc. La mayor parte de sus emisiones se hacen en español, pero algunos programas son emitidos en fang - una lengua local - y otros en francés, que también es una lengua oficial pero minoritaria promovida por el Gobierno.
Desde 2014 su señal puede ser recibida por Internet desde cualquier lugar del mundo. En 2015 sus informativos entraron en una polémica internacional al criticar duramente a los Reyes y al Gobierno de España, después de que Televisión Española (TVE) emitiera un documental (llamado La Paradoja de la Abundancia) criticando al Gobierno ecuatoguineano.